# Marjaqal
Marjaqal (farsi مرجغل) è una città dello shahrestān di Sume'eh Sara, circoscrizione di Tulem, nella provincia di Gilan. Aveva, nel 2006, una popolazione di 6.795 abitanti. 